# Der Hölle Rache kocht in meinem Herzen
Der Hölle Rache kocht in meinem Herzen ist die zweite Arie der Königin der Nacht in Wolfgang Amadeus Mozarts Oper Die Zauberflöte.

## Die Arie

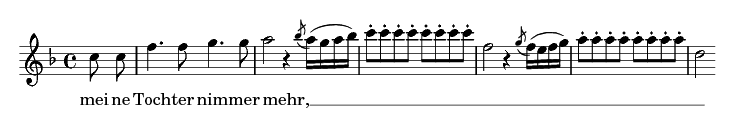
Anfang der ersten Koloratur-Passage

Der Hölle Rache kocht in meinem Herzen, gewöhnlich abgekürzt als Der Hölle Rache, wird oft als „Rachearie“ bezeichnet oder auch als „Arie der Königin der Nacht“, obwohl diese schon im ersten Akt mit der Arie: O zittre nicht, mein lieber Sohn auftritt, die im abschließenden Teil zahlreiche Koloraturen enthält.
Die Arie ist Teil des 2. Akts der Zauberflöte. Von Rachsucht getrieben, gibt die Königin der Nacht ihrer Tochter Pamina einen Dolch und trägt ihr auf, ihren Rivalen Sarastro zu ermorden. Andernfalls verstoße und verlasse sie ihre Tochter Pamina. („Fühlt nicht durch dich Sarastro Todesschmerzen, so bist du meine Tochter nimmermehr.“)

## Musik
Die Arie ist für 2 Flöten, 2 Oboen, 2 Fagotte, 2 Hörner in F, 2 Clarini (Trompeten) in D, Pauken und Streicher instrumentiert. Die Orchesterbegleitung fällt hier größer aus als bei O zittre nicht; bis auf die Klarinetten und Posaunen ist das ganze Orchester beteiligt. Die Spieldauer beträgt etwa drei Minuten.

### Form
Die Arie ist zweiteilig geschrieben. Der erste Teil beginnt in d-moll mit dem ersten Thema („Der Hölle Rache kocht in meinem Herzen“) und moduliert nach wenigen Takten nach F-Dur. Die Koloraturen bilden das zweite Thema („So bist du meine Tochter nimmermehr“). Danach beginnt der zweite Teil mit der Zeile „verstoßen sei auf ewig“ in F-Dur. Bald wird nach g-moll moduliert und von dort aus über den verminderten Septakkord auf gis nach A-Dur, der Dominante von d-moll. Nun greift Mozart eine alte Tradition auf: Ohne das erste Thema zu wiederholen, beginnt, wieder in der Tonika, das zweite Thema, diesmal verkürzt. Es schließt sich die dramatische Coda an, die von heftigen Akkordschlägen vorangetrieben wird. Die Arie endet mit der ungewöhnlichen Kadenz VI – I – V – I, welche einen dramatischen Effekt hervorruft.

### Stilmittel
Um die Arie möglichst dramatisch zu gestalten, verwendet Mozart eine Reihe von Stilmitteln. Die Tonart d-Moll, in der auch diese Arie steht, hat bei Mozart oftmals dramatisch hochgeladene, düster-schicksalsschwere Bedeutung, wie beispielsweise in der Ouvertüre zu Don Giovanni, im Klavierkonzert KV 466 oder schließlich im Requiem KV 626. Für weitere dramatische Aspekte sorgen die häufigen f-p-Wechsel, die Koloraturen im zweiten Thema und der Einsatz des Neapolitanischen Sextakkordes. Am Anfang des zweiten Teils tritt noch ein weiteres Stilmittel auf: Die Zeilen „verstoßen sei auf ewig, verlassen sei auf ewig, zertrümmert sein auf ewig“ sind nur auf einem Ton gesungen, was eine erbarmungslose Stimmung hervorruft. Dies wird später in g-moll bis zur Hektik getrieben, indem die Zeilen zu „verstoßen, verlassen, zertrümmert“ gekürzt sind.

### Ansprüche
Der Hölle Rache ist als besonders anspruchsvolles Stück bekannt. Der Tonumfang geht über zwei Oktaven, vom f1 bis zum f3. Die Arie erfordert für die Sopransolistin eine besonders hohe Tessitur.

## Text
Das Libretto wurde von Emanuel Schikaneder geschrieben, der in der Uraufführung auch den Papageno spielte.
Der Hölle Rache kocht in meinem Herzen,

Tod und Verzweiflung flammet um mich her!

Fühlt nicht durch dich Sarastro Todesschmerzen,

So bist du meine Tochter nimmermehr.

Verstoßen sei auf ewig,

Verlassen sei auf ewig,

Zertrümmert sei’n auf ewig

Alle Bande der Natur,

Wenn nicht durch dich Sarastro wird erblassen!

Hört, Rachegötter, hört der Mutter Schwur!
Der Text beginnt mit einem Vierzeiler im jambischen Fünfheber – ungewöhnlich für die Zauberflöte, die zum Großteil aus jambischen Tetrametern besteht. Darauf folgen vier Verse im jambischen Dreiheber, das abschließende Couplet besteht wiederum aus Fünfhebern. Das Reimschema ist [ababcccded].

## Interpretinnen
Die erste Sängerin, die die Arie auf der Bühne sang, war Mozarts Schwägerin Josepha Hofer, die zu diesem Zeitpunkt 33 Jahre alt war. Es heißt, dass Hofer eine besonders bewegliche Stimme mit einem ausgeprägten hohen Register hatte. Um das zu zeigen, schrieb Mozart ihr die beiden Arien der Königin der Nacht „auf den Leib“.
In einem Brief aus dem Jahr 1840 schrieb der Komponist Ignaz von Seyfried über die letzten Lebenstage des am 5. Dezember 1791 verstorbenen Wolfgang Amadeus Mozart:
„Am Abend des 4. Dezember lag Mozart schon in Fantasien und wähnte im Wiednertheater der Zauberflöte beyzuwohnen; fast die letzten, seiner Frau zugeflüsterten Worte waren: ‚Still! still! jetzt nimmt die Hofer das hohe F; – jetzt singt die Schwägerin ihre zweyte Arie: »Der Hölle Rache«; wie kräftig sie das B anschlagt und aushält: »Hört! hört! hört! der Mutter Schwur!«“

## Trivia
Die Arie, gesungen von Edda Moser, gehört zu den ausgewählten Musikstücken, die als Beispiele für die Musik der Menschheit auf Voyager Golden Records aufgenommen wurden. Diese Datenplatten verließen an Bord der Raumsonden Voyager 1 und Voyager 2 das Sonnensystem.